# Сабадош, Бела (философ)
Бела Сабадош (венг. Szabados Béla; род. 1942) — канадский философ венгерского происхождения, специалист, прежде всего, по наследию Людвига Витгенштейна.
Родился в Венгрии, вместе с семьёй бежал в Австрию, затем оказался в Канаде. Окончил Университет Калгари. Профессор Университета Реджайны. В 2001—2003 гг. президент Канадского общества эстетики.
Опубликовал в 1990 г. автобиографический роман «В свете хаоса» (англ. In Light of Chaos), описав своё детство, побег из страны и более интимный личный опыт «сухим, почти бесстрастным тоном, пронумерованными абзацами, большинство из которых представляет собой изолированные эпизоды».
В 2004 г. опубликовал в соавторстве три книги. Совместно с Кеннетом Гордоном Пробертом издал книгу «Писательская зависимость» (англ. Writing Addiction), в которой обсуждаются параллели и взаимовлияния между литературным творчеством и различными зависимостями (алкогольной, наркотической и т. п.). Совместно с Дэвидом Стерном напечатал в издательстве Кембриджского университета монографию «Витгенштейн читает Вейнингера» (англ. Wittgenstein Reads Weininger). Совместно с Элдоном Сойфером опубликовал книгу «Лицемерие: Этические исследования» (англ. Hypocrisy: Ethical Investigations). В 2005 г. выпустил также книгу «Однажды на Западе» (англ. Once Upon a Time in the West: The Making of the Western Canadian Philosophical Association, 1963-2004) — очерк сорокалетней истории Канадской философской ассоциации.